# Cainta
Đô thị Cainta (tiếng Filipino: Bayan ng Cainta) là một đô thị hạng 1 ở tỉnh Rizal, Philippines. 
Theo điều tra dân số năm 2000, đô thị này có dân số 242.511 người trong 51.863 hộ. Có 80% dân số theo Công giáo, 10% Tin lành.

## Barangay
Cainta được chia thành 7 barangay.
| Barangay           | Population (2000) |
| ------------------ | ----------------- |
| San Andres (Dân số | 61.708            |
| San Isidro         | 32.730            |
| San Juan           | 91.196            |
| San Roque          | 7.646             |
| Santa Rosa         | 1.519             |
| Santo Domingo      | 41.084            |
| Santo Niño         | 6.628             |